# Mbalmayo
Mbalmayo est une commune du Cameroun située dans la région du Centre et le département du Nyong-et-So'o dont elle est le chef-lieu. 

## Géographie
La ville est située sur les rives du fleuve Nyong, à 50 km au sud de la capitale Yaoundé, par la Route nationale 2.

## Histoire
Le tronçon de chemin de fer Otélé - Ngoumou - Mbalmayo est achevé en aout 1927 afin de permettre l'évacuation vers Douala des marchandises arrivant sur le bief du Nyong Abong-Mbang - Mbalmayo et autrefois évacuée par la route vers Ebolowa . Le tronçon de chemin de fer Ngoumou - Mbalmayo sera par la suite abandonné lors de la privatisation de la ligne.

## Population
Lors du recensement de 2005, la commune comptait 62 808 habitants, dont 52 809 pour la ville de Mbalmayo.
La ville de Mbalmayo étant située dans la partie Sud de la région du Centre est composée d'une population majoritairement Beti (les Bene qui sont d'après les sources les frères directs des Ewondo de Yaoundé), mais avec l'urbanisation que connaissent les villes du Cameroun Mbalmayo n'est pas en reste on peut ainsi trouver les populations originaires de l'Ouest, de l'Est et même du Sud.

## Organisation
Outre Mbalmayo et ses quartiers, la commune comprend les villages suivants :
- Abang
- Akometam
- Assanzoa
- Avebe
- Biyan
- Ekombitie
- Fakele I
- Fakele II
- Mbedoumou I
- Mekomo
- Memiam
- Ngat-Bane
- Nkolnguet
- Nkolnyama
- Nkoumadzap
- Nseng-Nlong II
- Nseng-Nlong III
- Nseng-Nlong IV
- Ovangoul
- Oyack I
- Oyack II
- Zamakoe

## Économie

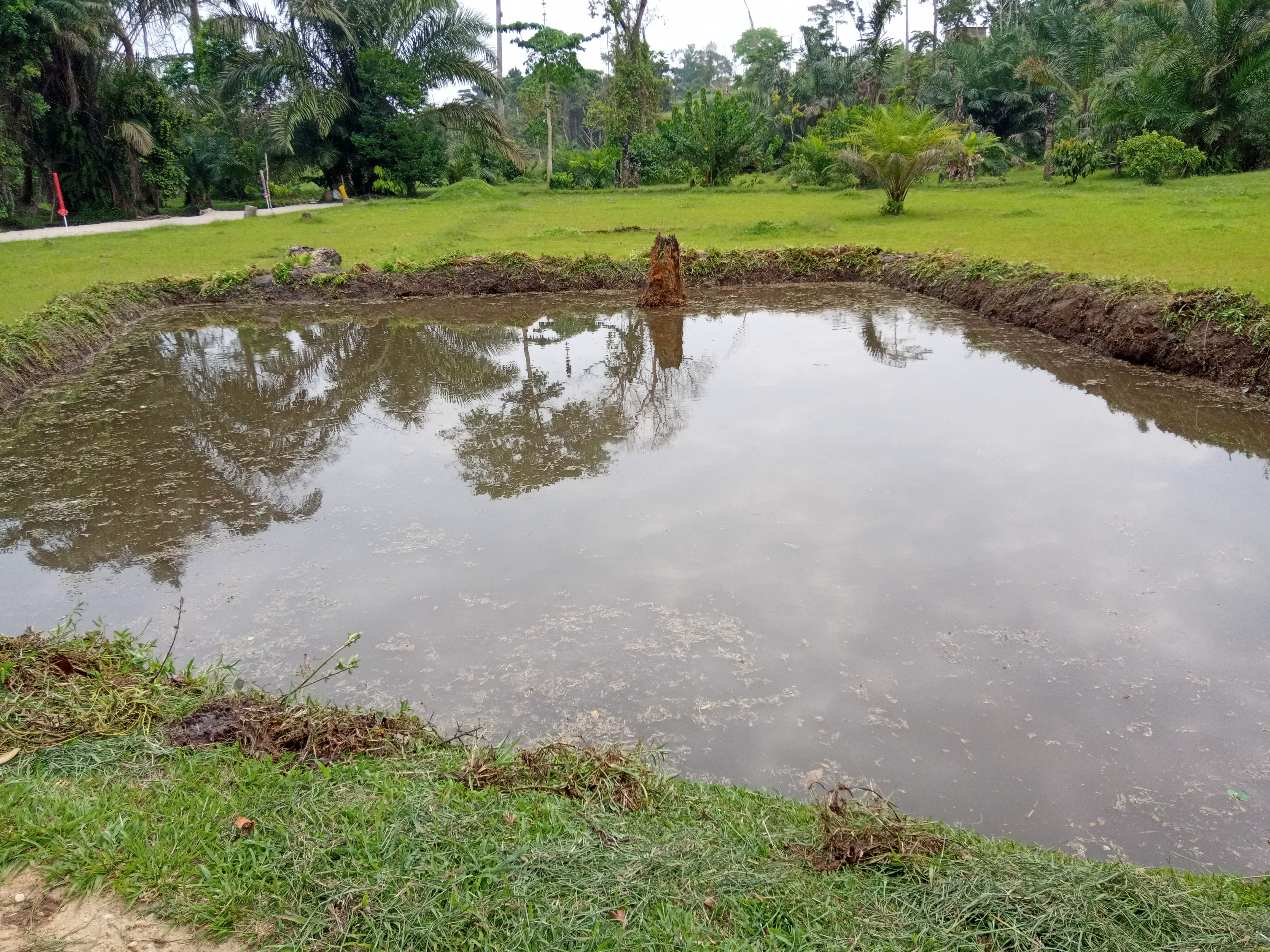
Étang piscicole.

L’économie de la ville repose principalement sur l'agriculture. À cela peut aussi s'ajouter l'industrie brassicole (Oyack), les industries de bois (Nseng-Nlong). Elle abrite plusieurs usines de transformation de bois et une école pour la formation de techniciens des eaux et forêts. Depuis quelques années le département valorise son potentiel touristique notamment à travers le site écotouristique d'Ebogo et le sanctuaire marial (édifice bâtis sur la roche à Nseng Nlong).
Mbalmayo abrite l'École nationale des eaux et forêts (ENEF) créée en 1949 , ainsi qu'un établissement d'enseignement supérieur , l'Institut universitaire de technologie du bois, de l'Université de Yaoundé 1 .

## Personnalités nées à Mbalmayo
- la danseuse et chorégraphe Agathe Djokam Tamo
- les footballeurs Ibrahim Aoudou et Jérôme Onguéné
- l'économiste Esther Dang
- la chanteuse Lady Ponce
- L'écrivain Alexandre Biyidi (Mongo Beti)

## Évêché
- Diocèse de Mbalmayo (en)
- Liste des évêques de Mbalmayo
- Cathédrale Notre-Dame-du-Rosaire de Mbalmayo

## Philatélie
En 1974, la République unie du Cameroun a émis un timbre de 70 F représentant l'hôtel de ville de Mbalmayo.

## Galerie

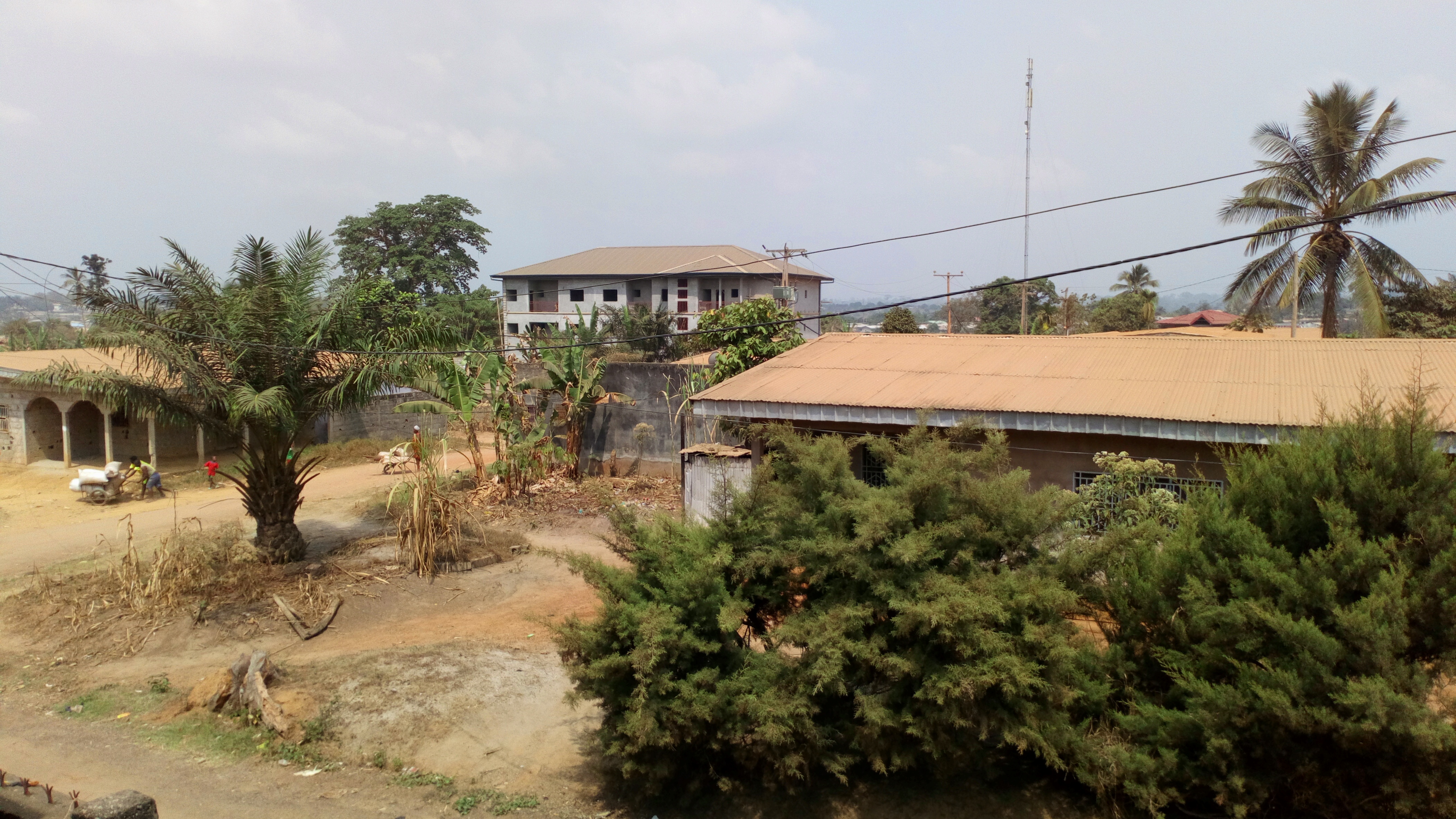
Carrefour Mbassi
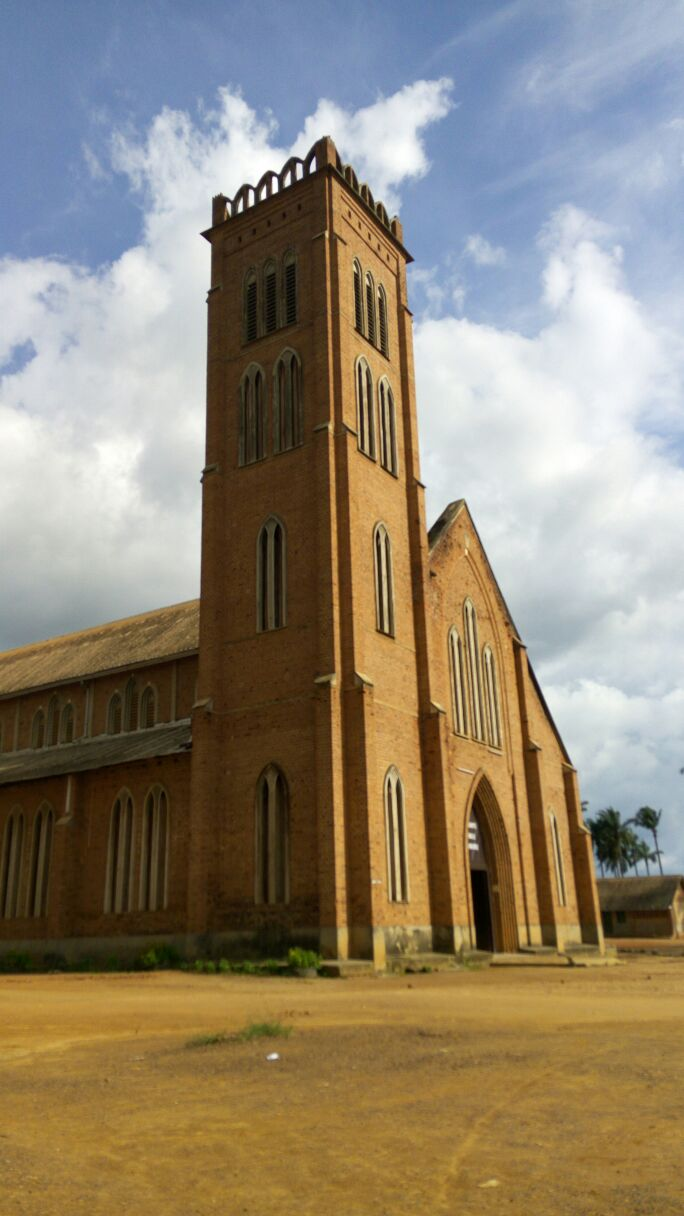
Eglise-catholique-mbalmayo
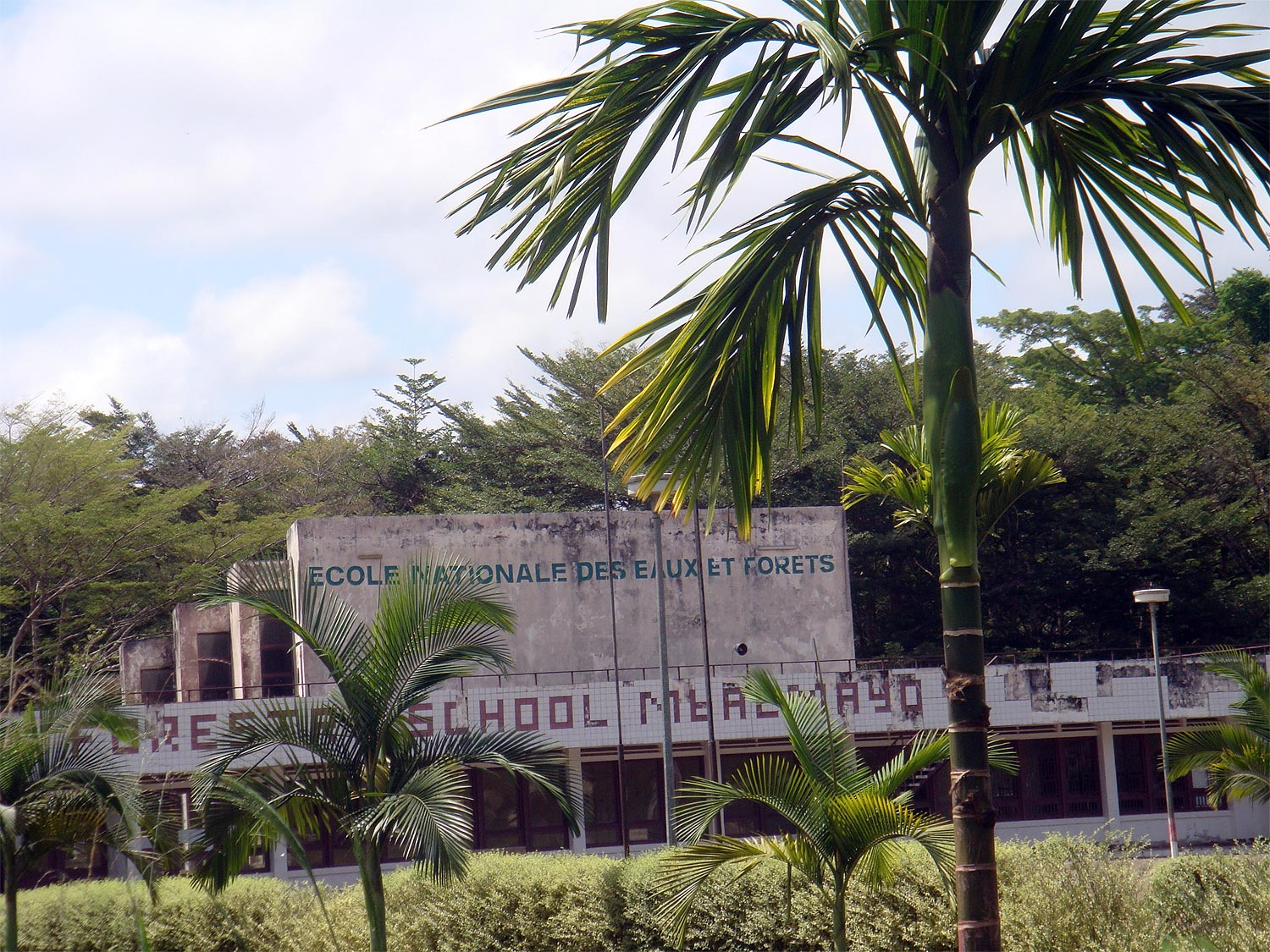
École nationale des eaux et forêts
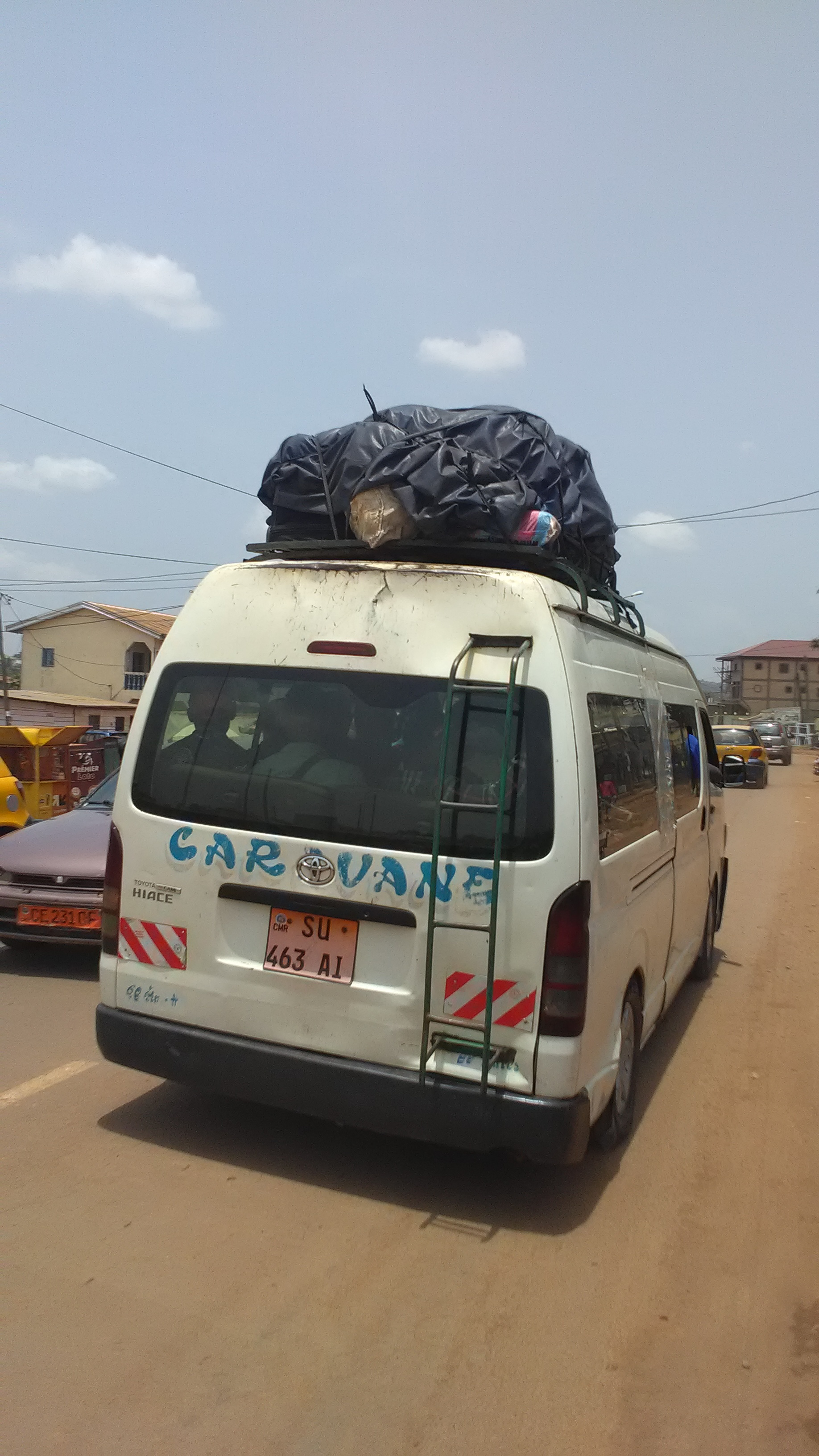
Liaison routière entre Yaoundé et Mbalmayo.
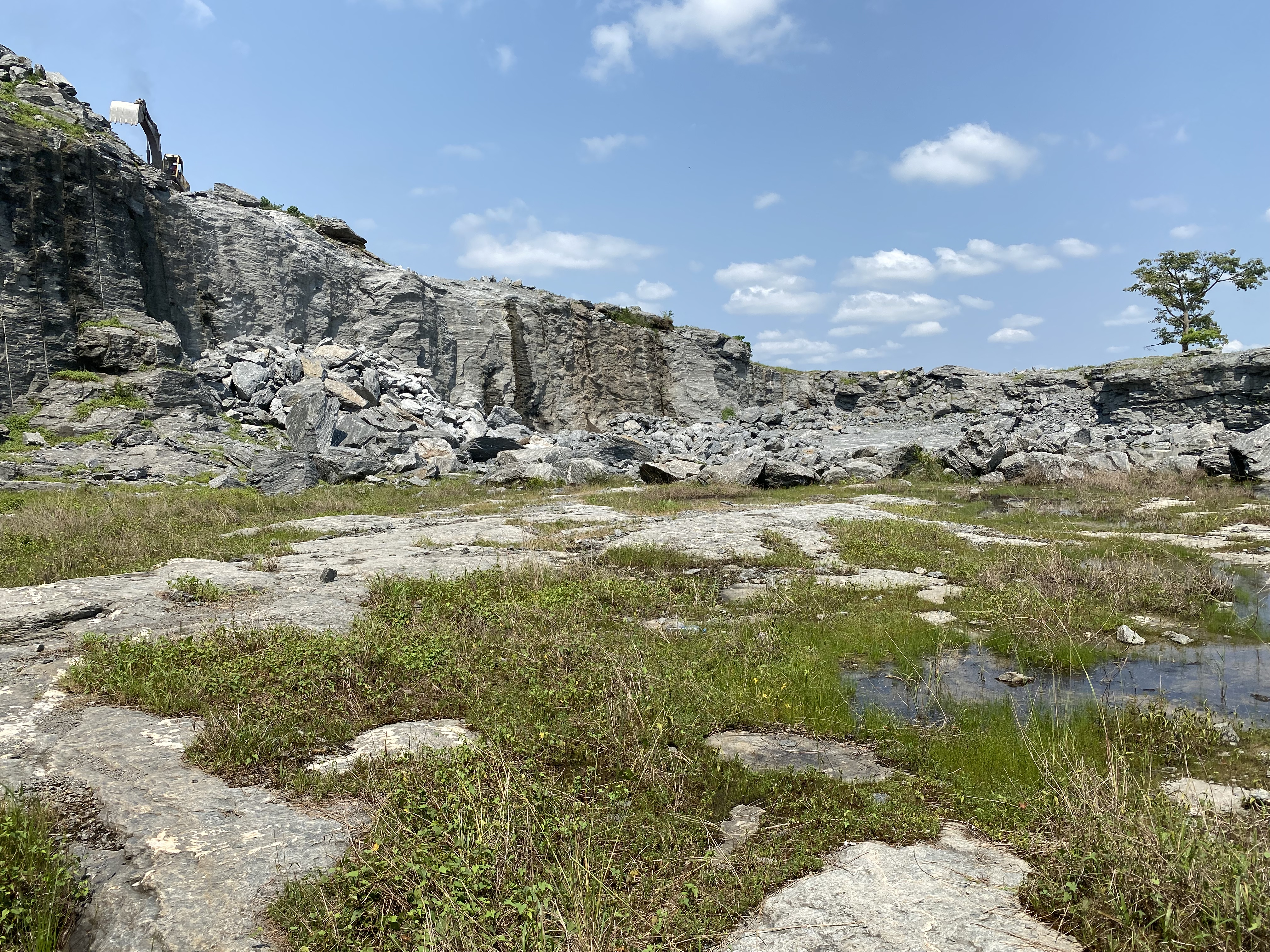
Carrière de pierre de Mbalmayo.